# National Rugby League 1999
La National Rugby League de 1999 fue la 92.ª edición del torneo de rugby league más importante de Australia y Nueva Zelanda.

## Formato
Los clubes se enfrentaron en una fase regular de todos contra todos, los ocho equipos mejor ubicados al terminar esta fase clasificaron a la postemporada.
Se otorgaron 2 puntos por el triunfo, 1 por el empate y ninguno por la derrota.

## Desarrollo

### Tabla de posiciones
| Pos. | Equipo                        | Encuentros | Encuentros | Encuentros | Encuentros | Tantos | Tantos | Tantos | Puntos |
| Pos. | Equipo                        | PJ         | PG         | PE         | PP         | F      | C      | Dif    | Puntos |
| ---- | ----------------------------- | ---------- | ---------- | ---------- | ---------- | ------ | ------ | ------ | ------ |
| 1    | Cronulla-Sutherland Sharks    | 24         | 18         | 0          | 6          | 586    | 332    | +254   | 40     |
| 2    | Parramatta Eels               | 24         | 17         | 0          | 7          | 500    | 294    | +206   | 38     |
| 3    | Melbourne Storm               | 24         | 16         | 0          | 8          | 639    | 392    | +247   | 36     |
| 4    | Sydney City Roosters          | 24         | 16         | 0          | 8          | 592    | 377    | +215   | 36     |
| 5    | Canterbury-Bankstown Bulldogs | 24         | 15         | 1          | 8          | 520    | 462    | +58    | 35     |
| 6    | St. George Illawarra Dragons  | 24         | 15         | 0          | 9          | 588    | 416    | +172   | 34     |
| 7    | Newcastle Knights             | 24         | 14         | 1          | 9          | 575    | 484    | +91    | 33     |
| 8    | Brisbane Broncos              | 24         | 13         | 2          | 9          | 510    | 368    | +142   | 32     |
| 9    | Canberra Raiders              | 24         | 13         | 1          | 10         | 618    | 439    | +179   | 31     |
| 10   | Penrith Panthers              | 24         | 11         | 1          | 12         | 492    | 428    | +64    | 27     |
| 11   | Auckland Warriors             | 24         | 10         | 0          | 14         | 538    | 498    | +40    | 24     |
| 12   | South Sydney Rabbitohs        | 24         | 10         | 0          | 14         | 349    | 556    | -207   | 24     |
| 13   | Manly-Warringah Sea Eagles    | 24         | 9          | 1          | 14         | 454    | 623    | -169   | 23     |
| 14   | North Sydney Bears            | 24         | 8          | 0          | 16         | 490    | 642    | -152   | 20     |
| 15   | Balmain Tigers                | 24         | 8          | 0          | 16         | 345    | 636    | -291   | 20     |
| 16   | North Queensland Cowboys      | 24         | 4          | 1          | 19         | 398    | 588    | -190   | 13     |
| 17   | Western Suburbs Magpies       | 24         | 3          | 0          | 21         | 285    | 944    | -659   | 10     |

|  | Postemporada. |

### Postemporada

#### Finales de clasificación
| 3 de septiembre | Sydney Roosters | 8 - 12 | Canterbury-Bankstown Bulldogs |  |  |

| 4 de septiembre | Melbourne Storm | 10 - 34 | St. George Illawarra Dragons |  |  |

| 4 de septiembre | Parramatta Eels | 30 - 16 | Newcastle Knights |  |  |

| 5 de septiembre | Cronulla-Sutherland Sharks | 42 - 20 | Brisbane Broncos |  |  |

#### Semifinal
| 11 de septiembre | St. George Illawarra Dragons | 28 - 18 | Sydney Roosters |  |  |

| 12 de septiembre | Canterbury-Bankstown Bulldogs | 22 - 24 | Melbourne Storm |  |  |

#### Finales premilinares
| 18 de septiembre | Parramatta Eels | 16 - 18 | Melbourne Storm |  |  |

| 19 de septiembre | Cronulla-Sutherland Sharks | 8 - 24 | St. George Illawarra Dragons |  |  |

#### Final
| 26 de septiembre | St. George Illawarra Dragons | 18 - 20 | Melbourne Storm | ANZ Stadium, Sídney              |  |
|                  |                              |         |                 | Asistencia: 107.999 espectadores |  |

| Bandera de Australia    |
| Campeón Melbourne Storm |
| Primer título           |